# Documents écrits à main guidée
En France, le problème des documents dits « à main guidée » est parfois posé à l'expert, et ceci presque exclusivement en matière de testament ou de donation, aussi bien dans le cadre d'une procédure de vérification d'écritures (principale ou incidents), que dans le cadre d'une inscription en faux. D'une manière générale, compte tenu du contexte et de la rareté de ce genre de mission, l'approche expertale est toujours difficile et délicate.

## Le cadre juridique
Il n'est pas possible d'effectuer sérieusement l'expertise d'un testament ou d'un acte notarié, par l'examen d'une photocopie même d'excellente qualité (Cass. 1re CIV - 10 mai 1988). De ce fait, une première difficulté pour l'expert saisi est de se faire communiquer l'original du document déposé au rang des minutes du notaire détenteur.
La procédure de compulsoire : conformément aux termes des deuxième et troisième alinéas de l'article 14 du décret 71.914 du 26 novembre 1971 : 
« Le notaire avant de se dessaisir de la minute originale dresse et signe une copie sur laquelle il est fait mention de sa conformité avec l'original, par le Président du Tribunal de Grande Instance du lieu de leur établissement ». Cette copie est substituée à la minute. Elle en tient lieu jusqu'à sa réintégration.
En matière pénale, le juge d'instruction a le droit de demander communication, sans ordonnance du Président du Tribunal, des actes notariés intéressant l'instruction. Il peut saisir lui-même la pièce arguée de faux dans l'étude du notaire détenteur en présence d'un représentant de la chambre départementale territorialement compétente, aux termes de l'article 81 du Code de procédure pénale.
Par ailleurs, il faut souligner que la quasi-totalité des testaments de litige sont des testaments de forme olographe, qui, selon l'article 970 du Code civil français, doivent être écrits, datés et signés de la main même du testateur, sur papier libre. Ils ne sont assujettis à aucune autre forme. Précisions qu'il en va de même des rajouts ou modifications ultérieures.
La question de la charge de la preuve est importante, car d'elle, dépendent l'initiative de la procédure de vérification d'écritures et surtout le sort du procès, lorsqu'il subsiste un doute sur la véracité de l'écriture.
Bien que la loi exige que le testament soit écrit de la main du testateur, les tribunaux admettent qu'un testament est juridiquement valable bien que rédigé avec l'aide d'une tierce personne, si le testateur est malade, très âgé, aveugle ou moribond par exemple. En revanche, le testament ne sera pas valable, s'il résulte de circonstances telles qu'un tiers a, en réalité, substitué sa volonté à celle du défunt qui n'était pas en état de comprendre ce qu'il écrivait (cas des maladies mentales ou certaines maladies nerveuses et psychosomatiques).
En pratique, la justice exige que l'écrit dit à main guidée soit l'expression de la volonté du scripteur, de sorte qu'elle admet qu'une main plus solide guide la main affaiblie ou inerte, mais n'admet pas qu'on la force.
Le diagnostic graphique se complique encore par l'état physiologique de la personne à la date de rédaction (sénilité, maladies à répercussions motrices, altération mentale, traitements thérapeutiques divers) ou tout simplement par la possibilité d'un tremblement simulé du faussaire.

## Les différents aspects pratiques et la terminologie
Les écritures et signatures à main guidée concernent, soit des testaments olographes, soit des documents où la signature de l'intéressé est nécessaire et obligatoire, comme des chèques, polices d'assurance, reconnaissances de dette, baux, etc.
Nous entendons par l'expression "écriture à main guidée" soit une écriture effectuée avec la participation d'une main étrangère, soit une écriture réalisée avec une aide matérielle, telle qu'un tracé sous-jacent au crayon ou en sillons (foulages) servant à guider la main (Buquet 1994).
Dans le premier cas, les relations entre le scripteur qui tient l'instrument scripturant, et le guide qui tient la main du scripteur, peuvent se présenter sous différents aspects :
- la main est complètement inerte (main passive)
- la main du scripteur n'est pas complètement inerte et elle est très gênante pour le guide (main génée)
- la main est très affaiblie dans sa motricité et elle a besoin d'un guide (main assistée)
- la main doit être positionnée au début de chaque mot dans le cas d'une mauvaise acuité visuelle (main placée)
- la main du scripteur lutte avec celle du guide (main forcée)

Dans le deuxième cas, la main suit lentement un tracé initial faiblement visible servant à guider la main (main posée)
En fait ce que veut la loi, c'est un document  écrit par un certain scripteur reflétant une manifestation de sa volonté.
Pour cela nous devons nous reporter aux lois naturelles de l'écriture proposées en 1927 par S. PELLAT et dont certaines s'appliquent particulièrement aux écrits dits à "main guidée".
Enfin, l'article 489 du Code civil précise : « pour faire un acte valable il faut être sain d'esprit ». Ce principe s'applique aux testaments, manifestation de volonté qui suppose une intelligence maîtresse d'elle-même qui est repris dans l'article 901 du Code civil.
La difficulté réside dans le fait de savoir si le trouble mental affectant un disposant apparaît suffisamment grave et important pour priver l'intéressé de tout discernement, par une altération de ses facultés intellectuelles au moment de la rédaction du document.